# Plastic Beach
Plastic Beach é o terceiro álbum de estúdio da banda virtual britânica Gorillaz. Foi lançado pela EMI no Japão em 3 de março de 2010, pela Parlophone em 8 de março de 2010 na Europa e no dia seguinte nos Estados Unidos pela Virgin Records. Plastic Beach estreou na segunda posição da Billboard 200, com 112 mil cópias vendidas.
O álbum conta com a participação de diversos artistas como Snoop Dogg, Hypnotic Brass Ensemble, Kano, Bashy, Bobby Womack, Mos Def, Gruff Rhys, De La Soul, Little Dragon, Mark E. Smith, Lou Reed, Mick Jones, Paul Simonon, sinfonia ViVA e A Orquestra Nacional Libanesa para Música Árabe Oriental.
O primeiro single, "Stylo", foi lançado como um download em 26 de janeiro de 2010.

## Informações
Damon Albarn e Jamie Hewlett começaram a trabalhar num novo projeto do Gorillaz chamado Carousel em novembro de 2007. O projeto eventualmente evoluiu para Plastic Beach.
Damon teve a ideia de criar o álbum enquanto estava em uma praia próxima de sua casa: "Eu só estava olhando para todo o plástico na areia". Ele começou a gravar o material para o álbum em junho de 2008. Em 17 de setembro de 2008, Damon e Jamie anunciaram em uma entrevista que estavam fazendo outro álbum do Gorillaz. Jamie disse estar cansado de desenhar os membros da banda: "Eu estou tão cansado de desenhar esses personagens. Mas quando nós tivermos um momento no qual teremos um novo ângulo...Eu vou adaptá-los". Em outra entrevista, ele disse: "Eles serão os mesmos personagens, mas um pouquinho mais velhos e ditos de um modo diferente". Em 14 de janeiro de 2009, Damon apareceu na rádio BBC Radio 1 com três demos de canções dos Gorillaz: "Electric Shock", "Broken" e "Stylo".
Damon também disse em setembro de 2008 que queria "trabalhar com um enredo incrivelmente elétrico e surpreendente".
Vários artistas foram chamados para colaborar com o álbum. Bobby Womack, um dos colaboradores, não sabia nada sobre a banda e estava incerto quanto a realizar a colaboração, mas sua neta gostava do Gorillaz e o convenceu a participar. Mos Def descreveu "Sweepstakes", uma das canções das quais participa, como "uma das maiores coisas que eu já fiz". Ele ainda disse que seria transformado em um personagem de desenho animado chamado "Sun Moon Stars" (Sol Lua Estrelas), que será um vendedor de jogos.
Muitos dos músicos que colaboraram não tiveram algumas ou até nenhuma das suas colaborações no álbum. A banda britânica The Horrors foi convidada para tocar depois que Damon ouviu o álbum Primary Colours. Eles gravaram uma faixa com Damon, mas a canção com a banda não está na lista de faixas do álbum. Numa entrevista ao Entertainment Weekly, Posdnuos do De La Soul, disse que o grupo cantou em duas canções, "Electric Shock" e "Sloped Tropics". Contudo, a banda só aparece em uma canção, chamada "Superfast Jellyfish". Mos Def disse que colaborou com Damon em três canções, mas só aparece em duas. Damon anunciou que o músico Barry Gibb apareceria no álbum, mas Barry não aparece em nenhuma das faixas. O baixista virtual Murdoc disse que a banda havia colaborado com a atriz Una Stubbs, mas ela também não aparece no álbum.

## Musicalidade
Damon afirmou em uma entrevista: "Eu vou fazer deste álbum o mais pop que eu fiz em anos, mas com toda a minha experiência para tentar e pelo menos apresentar alguma coisa que tenha profundidade". Ele disse ainda: "Eu suponho que o que eu fiz com esse álbum do Gorillaz foi que eu tentei conectar sensibilidade pop com...tentar fazer as pessoas entenderem a melancolia essencial de comprar um alimento pronto em várias embalagens de plástico. Pessoas que assistem X Factor podem ter alguma conexão emocional com essas coisas, esses detritos que acompanham o que parece ser a coisa mais importante nos olhos das pessoas: o voyeurismo de celebridades".
Na primeira vez que foi para Mali, Damon foi levado a um aterro sanitário onde ele viu pessoas "pegando de tudo, pedacinhos de tecidos para regeneradores de tecido, ou metais e latas para os ferreiros e para os recicladores de alumínio, e por aí vai, e quando você vai para a estrada, eles estão vendendo as coisas". Quando foi a um aterro em Londres, para gravar o som de gaivotas, ele percebeu uma justaposição entre as maneiras que os dois países lidavam com o lixo. "Eles têm mais cobras, cobras venenosas, cobras-de-água-de-colar, vermes, sapos, anuras, tritões, todos os tipos de roedores, todos os tipos de esquilos, uma quantidade absurda de esquilos, uma quantidade absurda de raposas, e obviamente, gaivotas. [...] Isso é parte da nova ecologia. E pela primeira vez eu vi o mundo de um novo jeito. Eu sempre senti, eu estava tentando colocar nesse álbum a ideia de que plástico, nós o vemos como sendo contra a natureza mas ele veio da natureza. Nós não criamos o plástico, a natureza criou o plástico. E vendo que as cobras gostam de viver no calor de sacos plásticos em decomposição, elas gostam disso. Foi um tipo estranho de otimismo que eu senti...mas tentar colocar aquilo em música pop é um desafio, de qualquer jeito. Mas importante".
Damon diz que o álbum mantém muita melancolia do Carousel, e que tentou fazer as letras e melodias claras no álbum. Algumas partes orquestrais foram gravadas, mas só algumas delas foram usadas no álbum.

## Recepção
| Críticas profissionais | Críticas profissionais |
| Pontuações agregadas   | Pontuações agregadas   |
| Fonte                  | Avaliação              |
| ---------------------- | ---------------------- |
| Metacritic             | 77/100                 |
| Avaliações da crítica  |                        |
| Fonte                  | Avaliação              |
| Allmusic               | [ 16 ]                 |
| The A.V. Club          | B+                     |
| Entertainment Weekly   | B                      |
| The Guardian           | [ 19 ]                 |
| The Independent        | [ 20 ]                 |
| NME                    | (7/10)                 |
| Pitchfork Media        | (8.5/10)               |
| Rolling Stone          | [ 23 ]                 |
| Slant Magazine         | [ 24 ]                 |
| Spin                   | (7/10)                 |

Plastic Beach recebeu críticas geralmente positivas dos críticos; obteve possui uma pontuação agregada de 77 de 100 no Metacritic. Na Rolling Stone, Rob Sheffield o chamou de "o terceiro álbum excelente consecutivo de Gorillaz", enquanto David Everley da revista Q o descreveu como "um dos pop mais avançados que você ouvirá neste ou em qualquer ano", e John Lewis da Uncut disse que foi "um álbum conceitual brilhante, cheio de singles pop perfeitos". Michael Kabran, da PopMatters, escreveu que "a marca registrada da banda de electro-funk-hip-pop é mais focada, com uma produção mais compacta e ganchos mais seguros". Kitty Empire escreveu para o The Guardian que embora as "canções pop eletrônicas do álbum sejam mais furtivas do que infalíveis ... é provavelmente o projeto mais cativante do Gorillaz até agora". Stephen Thomas Erlewine, do AllMusic, disse que o sucesso do álbum depende do crescimento de Albarn como compositor: "ele é um mestre em mudanças sutis de humor e alusões intrincadamente elaboradas, muitas vezes criando colagens ricamente detalhadas que são maravilhas em miniatura". No Chicago Tribune, Greg Kot ficou impressionado com a capacidade de Albarn de produzir música excepcional usando "elementos aparentemente incompatíveis de diferentes culturas, gêneros e gerações". Alexis Petridis, também do The Guardian, elogiou Albarn por sua "ambição musical caleidoscópica" e disse que, apesar de alguns experimentos fracassados, "há algo extremamente impressionante na capacidade de Albarn de persuadir os artistas a saírem de sua zona de conforto".
O álbum também recebeu algumas críticas desfavoráveis. Mikael Wood do Los Angeles Times disse que "muitas dessas 16 faixas nebulosas e meio malucas soam como idiotas mal cozidos", exibindo sua segunda metade como "um drone longo e preso, sem nenhum dos dons melódicos ou líricos de Albarn em exibição". Danny Eccleston, da Mojo, comentou que "a eco-parábola de Albarn e companhia é barulhenta, mas não clara". Leah Greenblatt, da Entertainment Weekly, viu sua "tendência sonora" como "enfadonha e até desanimadora" na segunda metade do álbum, afirmando "No final, Beach oferece uma visão do futuro como kitsch digitalizado: descolado, sim, mas solitário também". Jon Caramanica, do The New York Times, via sua música como "funk eletrônico escasso e inconsequente, de carros comerciais e hip-hop de livre tensão", enquanto escrevia "É uma bagunça atraente, movendo-se em um ritmo febril até inchar para algo como um entusiasmo clímax. Mas ainda assim, uma bagunça". Escrevendo para o MSN Music, Robert Christgau destacou "Some Kind of Nature" e "Superfast Jellyfish" como "belas escolhas", indicando boas canções em um álbum que ele considerava indigno do dinheiro ou do tempo dos ouvintes.

## Faixas
| Versão padrão |                                                                                           |         |  |
| N.º           | Título                                                                                    | Duração |  |
| 1.            | "Orchestral Intro" (com sinfonia ViVA)                                                    | 1:09    |  |
| 2.            | "Welcome to the World of the Plastic Beach" (com Snoop Dogg e Hypnotic Brass Ensemble)    | 3:35    |  |
| 3.            | "White Flag" (com Kano, Bashy e a Orquestra Nacional Libanesa para Música Árabe Oriental) | 3:43    |  |
| 4.            | "Rhinestone Eyes"                                                                         | 3:19    |  |
| 5.            | "Stylo" (com Bobby Womack e Mos Def)                                                      | 4:33    |  |
| 6.            | "Superfast Jellyfish" (com Gruff Rhys e De La Soul)                                       | 2:54    |  |
| 7.            | "Empire Ants" (com Little Dragon)                                                         | 4:43    |  |
| 8.            | "Glitter Freeze" (com Mark E. Smith)                                                      | 4:03    |  |
| 9.            | "Some Kind of Nature" (com Lou Reed)                                                      | 2:59    |  |
| 10.           | "On Melancholy Hill"                                                                      | 3:54    |  |
| 11.           | "Broken"                                                                                  | 3:16    |  |
| 12.           | "Sweepstakes" (com Mos Def e Hypnotic Brass Ensemble)                                     | 5:20    |  |
| 13.           | "Plastic Beach" (com Mick Jones e Paul Simonon)                                           | 3:47    |  |
| 14.           | "To Binge" (com Little Dragon)                                                            | 3:53    |  |
| 15.           | "Cloud of Unknowing" (com Bobby Womack e sinfonia ViVA)                                   | 3:09    |  |
| 16.           | "Pirate Jet"                                                                              | 2:31    |  |

| Edição Deluxe |                                          |         |  |
| N.º           | Título                                   | Duração |  |
| 17.           | "Pirate's Progress"                      | 4:03    |  |
| 18.           | "Three Hearts, Seven Seas, Twelve Moons" | 2:15    |  |

## Desempenho nas tabelas
| Paradas (2010)                                    | Melhor posição |
| ------------------------------------------------- | -------------- |
| Alemanha (Offizielle Top 100)                     | 3              |
| Austrália (ARIA Charts)                           | 1              |
| Áustria (Ö3 Austria Top 40)                       | 1              |
| Bélgica (Ultratop 50 Flandres)                    | 1              |
| Bélgica (Ultratop 40 Valônia)                     | 2              |
| Canadá (Canadian Albums Chart)                    | 3              |
| Coreia do Sul (Gaon Album Chart)                  | 94             |
| Croácia (HDU)                                     | 25             |
| Dinamarca (Hitlisten)                             | 1              |
| Escócia (Scottish Albums Chart)                   | 4              |
| Espanha (PROMUSICAE)                              | 24             |
| Estados Unidos (Billboard 200)                    | 2              |
| Estados Unidos (Billboard Top Alternative Albums) | 1              |
| Estados Unidos (Billboard Top Rock Albums)        | 1              |
| European Top 100 Albums (Billboard)               | 1              |
| Finlândia (IFPI)                                  | 37             |
| França (SNEP)                                     | 2              |
| Grécia (IFPI)                                     | 3              |
| Holanda (Mega Charts)                             | 8              |
| Irlanda (IRMA)                                    | 4              |
| Itália (FIMI)                                     | 12             |
| Japão (Oricon)                                    | 17             |
| México (AMPROFON)                                 | 10             |
| Noruega (VG-lista)                                | 6              |
| Nova Zelândia (RMNZ)                              | 4              |
| Polônia (ZPAV)                                    | 7              |
| Portugal (AFP)                                    | 4              |
| Reino Unido (UK Albums Chart)                     | 2              |
| Reino Unido (UK Dance Albums Chart)               | 1              |
| República Tcheca (ČNS IFPI)                       | 6              |
| Rússia (2M)                                       | 11             |
| Suécia (Sverigetopplistan)                        | 10             |
| Suíça (Schweizer Hitparade)                       | 2              |

| Paradas (2010)                                    | Posição |
| ------------------------------------------------- | ------- |
| Austrália (ARIA Charts)                           | 65      |
| Bélgica (Ultratop 50 Flandres)                    | 45      |
| Bélgica (Ultratop 40 Valônia)                     | 60      |
| Dinamarca (Hitlisten)                             | 71      |
| Estados Unidos (Billboard 200)                    | 89      |
| Estados Unidos (Billboard Top Alternative Albums) | 17      |
| Estados Unidos (Billboard Top Rock Albums)        | 22      |
| França (SNEP)                                     | 56      |
| Holanda (MegaCharts)                              | 87      |
| Reino Unido (UK Albums Chart)                     | 40      |
| Rússia (2M)                                       | 122     |
| Suíça (Schweizer Hitparade)                       | 38      |
| Paradas (2018)                                    | Posição |
| México (AMPROFON)                                 | 92      |

## Certificações
| País                  | Certificação | Vendas   |
| --------------------- | ------------ | -------- |
| Alemanha (BVMI)       | Ouro         | 100.000+ |
| Austrália (ARIA)      | Ouro         | 35.000+  |
| Bélgica (BEA)         | Ouro         | 15.000+  |
| Canadá (Music Canada) | Ouro         | 40.000+  |
| Dinamarca (IFPI)      | 2× Platina   | 60.000+  |
| França (SNEP)         | Platina      | 100.000+ |
| Irlanda (IRMA)        | Ouro         | 7.500+   |
| Itália (FIMI)         | Ouro         | 25.000+  |
| Nova Zelândia (RMNZ)  | Platina      | 15.000+  |
| Reino Unido (BPI)     | Platina      | 300.000+ |